# Distretto di Ajristan
Il distretto di Ajristan è un distretto dell'Afghanistan appartenente alla provincia di Ghazni. Viene stimata una popolazione di 14 515 abitanti (stima 2016-17).